# Тикош-Флоареа (Њамц)
Тикош-Флоареа (рум. Ticoș-Floarea) насеље је у Румунији у округу Њамц у општини Ташка. Oпштина се налази на надморској висини од 516 m.

## Становништво
Према подацима из 2002. године у насељу је живело 403 становника, од којих су сви румунске националности.